# A Jihad for Love
A Jihad for Love (Una lucha por amor) es el primer largometraje documental que trata sobre la coexistencia de homosexualidad e islam. La cinta fue dirigida por Parvez Sharma, y producida por Sharma y Sandi DuBowski, el director de Trembling Before G-d.

## Producción
A Jihad for Love fue producida por Halal Films, en coproducción con los cadenas de televisión Channel 4 (Reino Unido), ZDF (Alemania), Arte (Francia-Alemania), Logo (Estados Unidos) y SBS (Australia).
El documental se rodó en doce países diferentes y en nueve idiomas. Sharma realizó entrevistas por Norteamérica, Europa, África y Asia. Entre los países que visitó están Arabia Saudí, Irán, Irak, Pakistán, Egipto, Bangladés, Turquía, Francia, India, Sudáfrica, Estados Unidos y el Reino Unido. Encontró a muchos de los encuestados por internet, y recibió miles de emails.
La película se estrenó en el Festival Internacional de Cine de Toronto en septiembre de 2007 y se proyectó con gran éxito en varios festivales de cine de todo el mundo. Se presentó en Estados Unidos el 21 de mayo de 2008 en el IFC Center de Nueva York y se proyectó en el Frameline Film Festival de San Francisco el 28 de junio de 2008. También se proyectó en el Festival Internacional de Cine Lésbico y Gay de Tokio el 13 de julio de 2008.

## Significado del Título
El título A Jihad for Love (Una lucha por amor) hace referencia al concepto islámico de yihad, como lucha religiosa. La película intenta hacer hincapié en este concepto de lucha personal, aunque en la prensa occidental este concepto se usa casi exclusivamente en su acepción de «guerra santa» y asociado a los actos violentos cometidos por los extremistas islámicos.
El documental tuvo varios títulos, empezando por el título oficial durante la producción, que era In the Name of Allah (En el nombre de Alá). Entre los musulmanes se usa esta frase (bismillah en árabe) al comenzar una acción o empezando discursos y escritos. Su uso proviene de la Fatiha que comienza el Corán, con la frase Bismillahi r-Rahmāni r-Rahīm. Todas las suras siguientes del Corán, con la excepción de la novena, comienzan con estas palabras.
La película anterior del productor DuBowski, Trembling Before G-d, que trata sobre los judíos ortodóxos y jasídicos, también incluye la palabra Dios «God» en su título, escrito con un guion sustituyendo a la letra «o» como marca la tradición hebrea.

## Controversias y problemas
La producción del documental no estuvo exenta de críticas. Su director afirmó:

Cada dos semanas recibía un correo electrónico que me reprendía, me condenaba al infierno y, si eran amables, me pedían que pidiera perdón mientras estaba a tiempo.

Sharma rechazó que asociara la homosexualidad con la vergüenza, pero reconoció que necesitó proteger la seguridad y la privacidad de sus fuentes, filmando a sus entrevistados como siluetas o emborronando sus caras. En uno de los casos la familia de una mujer afgana que entrevistó «la habría matado sin duda» si hubieran descubierto que era lesbiana. Otro caso fue el de uno de los coproductores, un hombre gay egipcio, que prefirió no salir en los títulos de crédito por miedo a posibles consecuencias.
Su exhibición fue prohibida en el Festival Internacional de Cine de Singapur de 2008 «en vista de la sensible naturaleza del tema que es representar musulmanes homosexuales en varios países y su lucha por reconciliar su religión y su forma de vida», afirmó Amy Chua, el portavoz del consejo de censores de cine de Singapur para The Straits Times.